# 탕정면
탕정면(湯井面)은 대한민국 충청남도 아산시에 있는 면이다.

## 연혁
- 1914년 4월 1일 : 온양군 북면의 10개리, 원남면의 4개리를 합쳐 아산군 탕정면이 됨.

| 조선총독부령 제111호 |                                               |
| 구 행정구역          | 신 행정구역                                   |
| 온양군 일북면        | 탕정면 갈산리, 동산리, 매곡리, 명암리, 호산리 |
| 온양군 이북면        | 탕정면 구령리, 권곡리, 모종리, 신리, 용두리   |
- 1973년 7월 1일 : 모종리, 권곡리가 온양읍으로 이관됨.
- 1983년 2월 15일 : 신리가 온양읍으로 이관됨.
- 1987년 1월 1일 : 구령리가 배방면에 편입됨.
- 1995년 1월 1일 : 도농통합시 출범으로 아산시 탕정면으로 변경.
- 2003년 6월 9일 : 호산리에서 홍익아파트 일대를 호산5리로 분할[1]
- 2010년 1월 5일 : 명암리에서 탕정삼성트라팰리스아파트 101~104동 일대를 명암5리로 분할[2]
- 2010년 10월 25일 : 면사무소를 용두리에서 명암리로 이전(개청식은 10월 29일)[3]
- 2010년 12월 15일 : 명암리에서 탕정삼성트라팰리스아파트 201~204동 일대를 명암6리로, 301~304동 일대를 명암7리로 분할, 동산리에서 한라사원아파트 201~203동 일대를 동산4리로 분할[4]
- 2013년 7월 23일 : 명암리에서 탕정삼성트라팰리스아파트 401~404동 일대를 명암8리로, 501~504동 일대를 명암9리로 분할[5]
- 2025년 : 탕정읍으로 승격될 예정

## 행정 구역
| 법정리 | 행정리                                                                          | 비고 |
| ------ | ------------------------------------------------------------------------------- | --- |
| 갈산리 | 갈산1리, 갈산2리                                                                | |
| 동산리 | 동산1리, 동산2리, 동산3리, 동산4리                                              | 2010년 12월 15일 동산4리 신설                                                                                      |
| 매곡리 | 매곡1리, 매곡2리, 매곡3리                                                       | |
| 명암리 | 명암1리, 명암2리, 명암3리, 명암4리, 명암5리, 명암6리, 명암7리, 명암8리, 명암9리 | 면행정복지센터 소재지 2010년 1월 5일 명암5리 신설 2010년 12월 15일 명암6, 7리 신설 2013년 7월 23일 명암8, 9리 신설 |
| 용두리 | 용두1리, 용두2리, 용두3리                                                       | |
| 호산리 | 호산1리, 호산2리, 호산3리, 호산4리, 호산5리                                     | 2003년 6월 9일 호산5리 신설                                                                                        |

## 교육
- 탕정초등학교 (갈산리)
- 탕정미래초등학교 (갈산리)
- 아산갈산초등학교 (갈산리)
- 동덕초등학교 (동산리)
- 한들물빛초등학교 (매곡리)
- 탕정중학교 (명암리)
- 한들물빛중학교 (매곡리)
- 갈산중학교 (갈산리)
- 충남삼성고등학교 (명암리)
- 충남외국어고등학교 (명암리)
- 선문대학교

## 아파트
| 단지명                                 | 건설사         | 시행사                          | 주소                       | 입주       | 비고 |
| -------------------------------------- | -------------- | ------------------------------- | -------------------------- | ---------- | ---- |
| 호산마을 홍익                          | 홍익종합개발㈜ | 홍익종합개발㈜                  |                            |            |      |
| 호반써밋 그랜드마크 1차                | 호반건설       | ㈜스마트시티더원피에프브이      |                            | 2023년 7월 |      |
| 호반써밋 그랜드마크 2차                | 호반건설       | 호반건설㈜                      |                            | 2023년 7월 |      |
| 호반써밋 그랜드마크 3차                | 호반건설       | 호반건설㈜                      | 갈산교로 223 (갈산리)      | 2023년 7월 |      |
| 호반써밋 그랜드마크 5차                | 호반건설       | ㈜아시아신탁 ㈜도담에스테이트   | 갈산교로 250 (갈산리)      | 2023년 7월 |      |
| 호반써밋 그랜드마크 6차                | 호반건설       | 호반건설㈜                      | 갈산교로 224 (갈산리)      | 2023년 7월 |      |
| 한들물빛 시티프라디움                  | 시티건설㈜     | ㈜시티산업개발                  |                            |            |      |
| 한들물빛 지웰시티 센트럴푸르지오 1단지 | 대우건설       | ㈜신영아산탕정개발              | 한들물빛도시로 69 (매곡리) |            |      |
| 한들물빛 지웰시티 센트럴푸르지오 2단지 | 대우건설       | ㈜신영시티디벨로퍼              | 한들물빛도시로 70 (매곡리) | 2022년 2월 |      |
| 한들물빛 지웰시티 센트럴푸르지오 3단지 | 대우건설       | ㈜신영시티디벨로퍼              | 한들물빛5로 36 (매곡리)    | 2022년 2월 |      |
| 탕정 푸르지오 센터파크                 | 대우건설       | 대우건설                        |                            |            |      |
| 탕정 푸르지오 리버파크                 | 대우건설       | 케이비부동산신탁㈜ 원영디앤씨㈜ |                            |            |      |
| 한들물빛 금성백조예미지                | 금성백조주택㈜ |                                 |                            |            |      |
| 탕정 1차 더샵 인피니티시티             | 포스코이앤씨   | 한국토지신탁 ㈜탕정도시개발     |                            |            |      |
| 탕정 2차 더샵 인피니티시티             | 포스코이앤씨   | 한국토지신탁 ㈜탕정도시개발     |                            |            |      |
| 탕정 3차 더샵 인피니티시티             | 포스코이앤씨   | 한국토지신탁 ㈜탕정도시개발     |                            |            |      |
| 탕정 자이 퍼스트시티                   | ㈜지에스건설   | ㈜교보자산신탁 ㈜하늘이앤씨     |                            |            |      |
| 탕정 자이 센트럴시티                   | ㈜지에스건설   | ㈜교보자산신탁 ㈜하늘이앤씨     |                            |            |      |

## 철도
- ● 수도권 전철 1호선 탕정역